# Béla Matuska
Béla Matuska (* 27. März 1929 in Pestszentlőrinc, Königreich Ungarn; † 21. Januar 1989) war ein Offizier in der Volksrepublik Ungarn und zuletzt Generalmajor (Vezérőrnagy) im Innenministerium (Belügyminisztérium) sowie unter anderem von 1975 bis 1983 Leiter der Gruppe III/IV Militärische Abwehr (Katonai elhárítás).

## Leben
Béla Matuska, Sohn von Mária Szabó, besuchte von 1948 bis 1951 eine Textilfachschule und arbeitete danach 1951 kurzzeitig als Textiltechniker in einer Seidenweberei in Kispest, dem XIX. Budapester Bezirk. Im Anschluss besuchte er zwischen 1951 und 1952 die „Feliks Dzierżyński“-Offiziersausbildungsschule der Staatsschutzbehörde ÁVH (Államvédelmi Hatóság) und wurde nach deren Abschluss zum Leutnant (Hadnagy) befördert sowie dem Nationalen Luftverteidigungskommando (Országos Légvédelmi Parancsnokság) der Volksarmee zugeordnet. Er wurde bereits 1952 zum Oberleutnant (Főhadnagy) befördert und war zwischen 1952 am Institut für Militärtechnologie sowie im Innenministerium BM (Belügyminisztérium) tätig, wo er 1955 zum Hauptmann (Százados) befördert wurde. Nachdem er 1956 einen Vorbereitungskurs an der Militärpolitischen „Stalin“-Akademie besucht hatte, war er während des Volksaufstandes (23. Oktober bis 4. November 1956) vom 25. Oktober bis zum 11. November 1956 erst wieder im Nationalen Luftverteidigungskommando sowie daraufhin in der 3. Kompanie des 1. Revolutionären Armeeregiments eingesetzt. Nach einem Einsatz in einer Unterabteilung der Abteilung BM II/1 Militärische Abschreckung (Katonai elhárítás) des Innenministeriums, absolvierte er von 1959 bis 1963 ein Studium an der Hochschule des Komitees für Staatssicherheit KGB beim Ministerrat der UdSSR und erhielt während seines Aufenthaltes in der Sowjetunion 1960 die Beförderung zum Major (Őrnagy).
Nach seiner Rückkehr war Matuska im Innenministerium zwischen 1963 und 1964 zunächst stellvertretender Leiter sowie im Anschluss von 1964 bis 1969 Leiter der Abteilung BM III/IV-2 Prävention in den Bereichen der zentralen Organe des Ministeriums für Nationale Verteidigung, des militärischen Hauptquartiers und der ihnen nachgeordneten Institutionen und Gruppen (Elhárítás a Honvédelmi Minisztérium központi szerveinek, fegyvernemi főnökségeinek és az ezeknek alárendelt intézmények és csapatok területein). In dieser Verwendung wurde er 1965 zum Oberstleutnant (Alezredes) befördert und absolvierte zudem ein Studium an der Fakultät für Politikwissenschaften und Recht ÁJTK (Állam- és Jogtudományi Kara) der Eötvös-Loránd-Universität (ELTE), welches er 1966 mit einer Promotion zum Doktor der Rechte beendete. Er war zwischen 1969 und 1975 zunächst stellvertretender Leiter der Gruppe III/IV Militärische Abwehr (Katonai elhárítás) und erhielt in dieser Funktion 1971 seine Beförderung zum Oberst (Ezredes). Er übernahm 1975 von Generalmajor László Kucsera den Posten als Leiter der Gruppe III/IV und hatte diesen bis 1983 inne, wobei er 1976 zum Generalmajor (Vezérőrnagy) befördert wurde. 1978 absolvierte er des Weiteren einen dreimonatigen Führungstrainingskurs an der Parteihochschule der Ungarischen Sozialistischen Arbeiterpartei MSZMP (Magyar Szocialista Munkáspárt). Er war daraufhin zwischen 1983 und 1988 Leiter der Abteilung BM III/II-10 Internationale Zusammenarbeit, Prävention in einem Drittland (Nemzetközi együttműködés, elhárítás harmadik országban) sowie im Anschluss von 1988 bis 1989 Leiter der Abteilung BM III/II-12 und als solcher Vorsitzender des Gewerkschaftsrates SZT (Szakszervezeti Tanács) im Innenministerium. Zuletzt war er vom 1. Januar bis zu seinem Tode am 21. Januar 1989 noch Berater des Leiters der Gruppe BM III/II Spionageabwehr (Kémelhárítás).